# Erdei kuvik
Az erdei kuvik (Athene blewitti, egy ideig Heteroglaux blewitti) a madarak (Aves) osztályának bagolyalakúak (Strigiformes) rendjébe, ezen belül a bagolyfélék (Strigidae) családjába tartozó faj.

## Felfedezése, rendszerezése és neve
Ezt a kuvikfajt először 1873-ban írták le hivatalosan, de 1884-re úgy tűnt, hogy már ki is halt; aztán 1997-ben, 113 év után Pamela Cecile Rasmussen amerikai ornitológusnő újra felfedezte a fajt. Előtte mások is keresték ezt a baglyot, azonban ők Richard Meinertzhagen, angol ezredes és ornitológus hamisított írásaira alapozták a kutatást. Az első példányt F. R. Blewitt 1872 decemberében gyűjtötte be, a Kelet-Madhja Pradesben lévő Basna melletti Busnah-Phooljanból. Ő ezt a példányt elküldte Allan Octavian Hume brit ornitológusnak, aki 1873-ban leírta és megnevezte ezt a madárfajt. A faj tudományos nevét, a blewitti-t, begyűjtőjéről adta. Hume akkortájt az Athene bagolynembe sorolta, Athene blewitti név alatt, azonban később egyre többen elkülönítették, megalkotva neki a monotipikus Heteroglaux nemet. Viszont 2018 óta az erdei kuvik visszakerült az eredeti nemébe. Az újra felfedezésének kísérletei, korábban azért fulladtak kudarcba, mert Meinertzhagen ellopta a londoni Természettudományi Múzeumból (Natural History Museum) az erdei kuvikot és meghamisította annak papírjait. 1997 novemberében, Rasmussen és a New Yorkban levő Amerikai Természetrajzi Múzeum (American Museum of Natural History; AMNH) dolgozója, Ben King, 10 sikertelen napot töltöttek két kelet-indiai helységben, mígnem nyugatra terelődött a figyelmük. Itt King észrevett egy kisméretű, pettyezett, rövid farktollú baglyot, melynek nagyjából fehéren tollazott lábai és óriás karmai voltak. Rasmussen pedig megerősítette, hogy ez a példány tényleg a célfajhoz tartozik; ezek után pedig lefilmezte és lefényképezte a madarat.

## Előfordulása
India nyugati, középső és északi részén honos. Mindössze négy apró állománya ismert. Egy 2000-ben végzett kutatásban, melyben felvett erdei kuvik hangokat játszottak le, 14 különböző erdőben, csak 25 példányt sikerült észrevenni.

## Megjelenése
Viszonylag kis méretű faj. Testhossza 23 centiméteres; testfelépítése tömzsi. Fejének teteje majdnem petty nélküli, azonban szárnyain és farktollain számos sávozás látható. Háti része sötét szürkésbarna. Begyének felső része egységesen barna, míg lejjebb minta nélküli fehér. Szárnyainak belső felén sötét foltozás van. Pofalemeze világos; szemszíne pedig sárga színű.
|  |

## Életmódja
A sűrű, lombhullató erdőket kedveli, főleg azokat, ahol a Tectona grandis, a Lagerstroemia parvifolia, a Boswellia serrata, a Lannea grandis és a Soymida febrifuga nevű fafajok nőnek. Körülbelül 60%-ban gyíkokkal, 15%-ban rágcsálókkal és 2%-ban madarakkal táplálkozik; a maradék 23%-ot gerinctelenekkel és békákkal tölti ki. Főleg nappal tevékeny, de délelőtt 10 óra után ritkán repül. Télen egy felső ágon napozik, hogy felmelegedjen. Megfigyelték, hogy néha a hím kannibalizmushoz folyamodik, felfalva saját fiókáit.

## Szaporodása
A költési időszaka január-februárban van; ekkortájt sokat hallatják hangjukat. A fészket 5-8 méteres magasságban, faodvakba rakja. A kotló tojónak a hím vadászik, a fiókákat a tojó eteti. A kirepülés 30-32 nap után következik be.

## Természetvédelmi helyzete
A fajt hivatalosan 1873-ban írták le. Utoljára 1884-ben látták, így kihaltnak hitték. De 1997-ben, 113 évvel később újra felfedezték. A fajra veszélyeztető tényező az erdőirtás. 2015-ben a BirdLife International nemzetközi természetvédelmi szervezet becslése szerint, már csak kevesebb, mint 250 példány él ebből a bagolyfajból.

### Fordítás
- Ez a szócikk részben vagy egészben  a   Forest owlet című angol Wikipédia-szócikk ezen változatának fordításán alapul.  Az eredeti cikk szerkesztőit annak laptörténete sorolja fel. Ez a jelzés csupán a megfogalmazás eredetét és a szerzői jogokat jelzi, nem szolgál a cikkben szereplő információk forrásmegjelöléseként.